# Articol partitiv
În limba franceză, articolul partitiv (du, de la, des) semnalează delimitarea unei părți dintr-un întreg denumit în general printr-un substantiv nenumărabil, ca în „Je t'ai apporté du thé” (Ți-am adus niște ceai), sau pentru a desemna noțiuni abstracte, ca în „Il faut avoir du courage” (Trebuie să ai curaj).
În limba română nu există articol partitiv.